# Marina del faro
La Marina del faro è un dipinto a olio su tela (234x395,5 cm) di Salvator Rosa, databile al 1641 e conservato nella Galleria Palatina a Firenze. Fa coppia con la Marina del porto dello stesso autore, conservata nella stessa sala del museo.

## Storia
L'artista era giunto a Firenze da Roma nel 1640, chiamato da Giovan Carlo de' Medici, allora principe e futuro cardinale. Questa Marina col suo pendant furono le prime opere che gli vennero commissionate, e che andarono a decorare il salone del casino del committente presso gli Orti Oricellari. Alcune lettere tra Giovan Carlo e il fratello Leopoldo testimoniano come il pittore si fosse recato nel corso del marzo 1641 a studiare direttamente le galee al porto di Livorno, dove egli, rifiutando l'ospitalità di Leopoldo, soggiornasse "con certe sue camerate". Nonostante le preoccupazioni del committente per l'eccezionale dimensione delle opere, esse furono consegnate già nel corso di quell'anno, e verosimilmente saldate nel gennaio 1642. La scelta del soggetto era legata anche alla nomina del committente come Generalissimo dei Mari di Spagna, ottenuta nel 1638. 
Alla morte di Giovan Carlo (1663) le due tele vennero registrate negli inventari assieme a ben altri diciassette dipinti del Rosa. Per la loro importanza, vennero escluse dalla vendita all'incanto per saldare i debiti del cardinale, a trasferite a palazzo Pitti, dove si ritrovano in un inventario del 1688 tra i beni del gran principe Ferdinando de' Medici, nell'anticamera del suo appartamento (attuale Sala Verde all'inizio degli Appartamenti monumentali). Qui le vide Filippo Baldinucci e qui restarono per tutto il XVIII secolo, finché all'inizio dell'Ottocento furono trasferite nella Sala di Venere, dove ancora oggi si trovano simmetricamente appese, su due pareti opposte. 

## Descrizione e stile

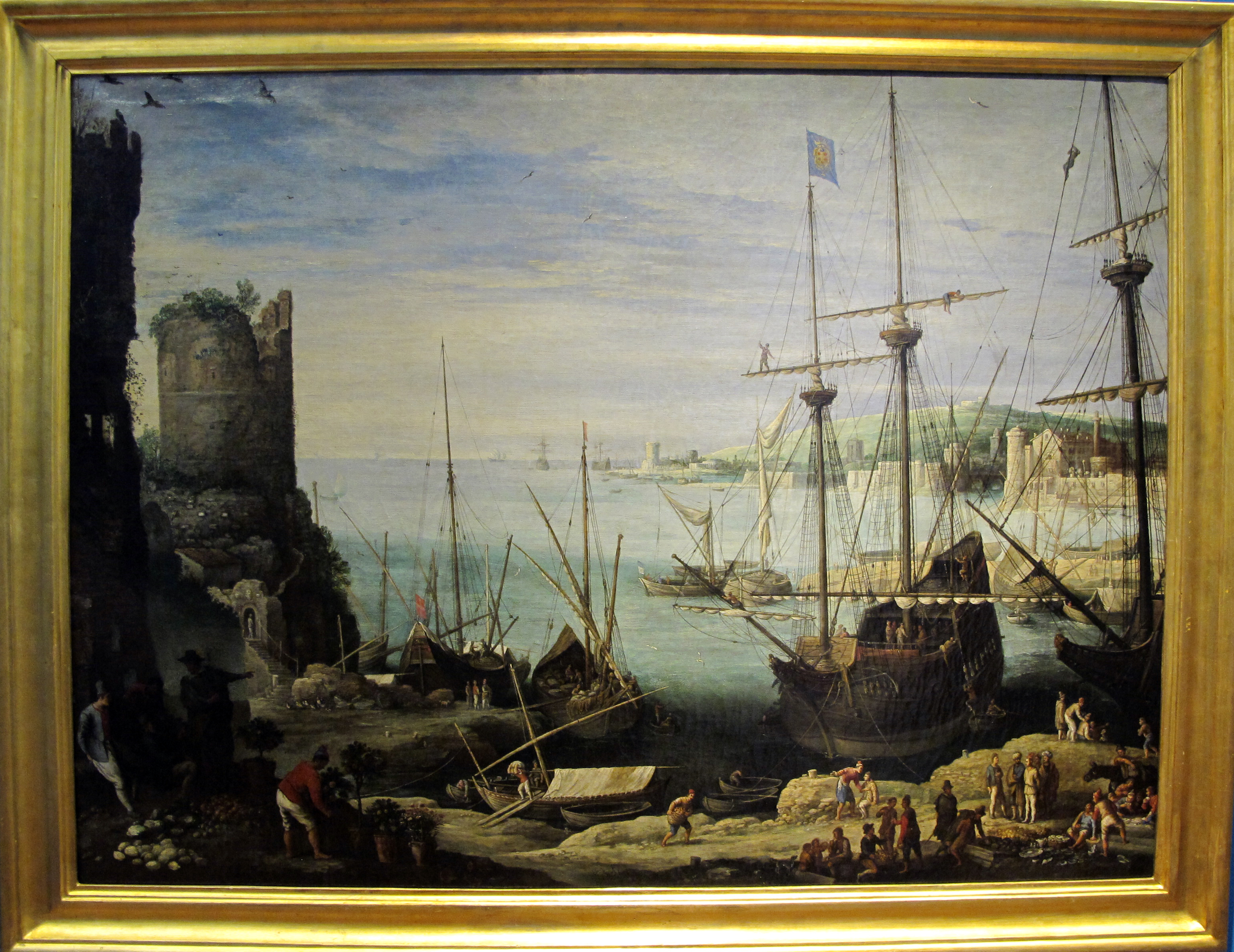
Paul Bril, Marina, 1617, Uffizi

La coppia di Marine sono le opere di dimensioni maggiori mai realizzate dal pittore e tra le prime a inaugurare questo genere a Firenze. Il pittore si ispirò a opere nelle collezioni medicee come la Marina con torre di Paul Bril e il Porto di mare con villa Medici di Claude Lorrain, aggiungendo brani studiati dal vero a Livorno e non scevri dai suoi ricordi del golfo di Napoli.
Questa marina in particolare mostra un'ampia insenatura dominata a sinistra da un faro a pianta circolare, a cui piedi stanno ormeggiate una decina di grandi imbarcazioni. A destra la costa scoscesa si allontana con una serie di picchi scogliosi, non molto dissimili da quelli del litorale a sud di Livorno, per terminare sullo sfondo con un monte più alto (che ricorda quasi il Vesuvio) e con un isolotto.
Il cielo è rischiarato dalla luce dell'alba, attraversato da nubi in cumuli e vapori mattutini. In primo piano si distende una sottile striscia sabbiosa, su cui stanno vari gruppi di piccole figure, di gusto popolaresco, come già si potevano incontrare a Firenze in quadri di formato più piccolo di Agostino Tassi, Filippo Napoletano, Baccio del Bianco e Stefano della Bella. In particolare si notano qui, da sinistra, un gruppo di portuali che trasporta a fatica una vela presso una galea dove dei marinai stanno bivaccando sul ponte; poco più in là un gruppo di armigeri sta aspettando di imbarcarsi, osservati da due uomini accompagnati da due servitori nani; a destra un gruppo di popolani mangia attorno a un fuoco tra le stoviglie poste per terra. Elemento centrale sono comunque le galee medicee dell'Ordine di Santo Stefano, riconoscibili dagli stemmi e dalle bandiere, e descritte con cura nei dettagli. Anche gli equipaggi sono raffigurati con perizia, ora mentre si apprestano ai banchi di voga, ora mentre attraversano i ponti, ora appostati alle bocche di fuoco o al lavoro nei barchini attorno agli scafi. 
La luce si posa soffice sui vari soggetti, creando notevoli effetti atmosferici, e inquadrando gustose scene di genere in primo piano, rese con pennellate più veloci e sapienti lumeggiature. La firma dell'artista si trova su un barilotto galleggiante.